# Kurtan
Kurtan là một đô thị thuộc tỉnh Lori, Armenia. Dân số ước tính năm 2011 là 2252 người.